# Kropaar
Kropaar (Dactylis glomerata) is een plantensoort uit de grassenfamilie (Poaceae).

## Determinatie
Kropaar is een vaste, kruidachtige plant die in pollen groeit en in sommige gevallen ook zachte horsten kan vormen. De plant bereikt een gemiddelde hoogte van 150 cm. Het blad is licht- of grijsachtig groen en wordt tot 35 cm lang. De ligula (tongetje) is tot 12 mm lang en is min of meer driehoekig.
De aartjes zijn tot 9 mm lang en hebben twee tot vijf bloempjes. Het geheel is een eenzijdige pluim die weinig vertakt is. De vrucht is een graanvrucht.

## Ondersoorten
In Nederland komen van nature de volgende ondersoorten van kropaar voor.
- gewone kropaar (Dactylis glomerata subsp. glomerata)
- ijle kropaar (Dactylis glomerata subsp. lobata)

Sommige auteurs beschouwen ijle kropaar als een ondersoort van kropaar, onder de naam Dactylis glomerata subsp. lobata, maar ijle kropaar wordt ook wel als de aparte soort Dactylis polygama beschreven.

## Ecologie
Kropaar komt vooral voor op eutrofe, matig droge tot vochtige standplaatsen in de volle zon of in de halfschaduw. Ze komt veel voor in graslanden en ruigten op dijktaluds, in bermen, hooilanden en weilanden.
Kropaar is een waardplant voor de vlindersoorten zwartsprietdikkopje, bont dikkopje, groot dikkopje, bont zandoogje, koevinkje, vals witje, argusvlinder en kleine argusvlinder en de microvlinders: tarwestekelmot, grote grasmineermot, geelkopgrasmineermot, witkopgrasmineermot en boskortsteelmineermot.
De vruchten kunnen aangetast worden door echt moederkoren (Claviceps purpurea).

## Gebruik
Kropaar wordt gezaaid in hooi- en weilanden voor veevoederdoeleinden. In Nederland wordt ze weinig gebruikt en is vooral geschikt voor grasland op droge grond. Kropaar groeit bij een lage pH minder goed. Er zijn grofbladige en fijnbladige rassen, waarbij de fijnbladige rassen het smakelijkste zijn. Lang gras is minder smakelijk voor het vee. Het is een minder smakelijk en voedzaam weide- en hooigras dan Engels raaigras (Lolium perenne). Kropaar heeft een vrij hoog kaliumgehalte.

## Fotogalerij

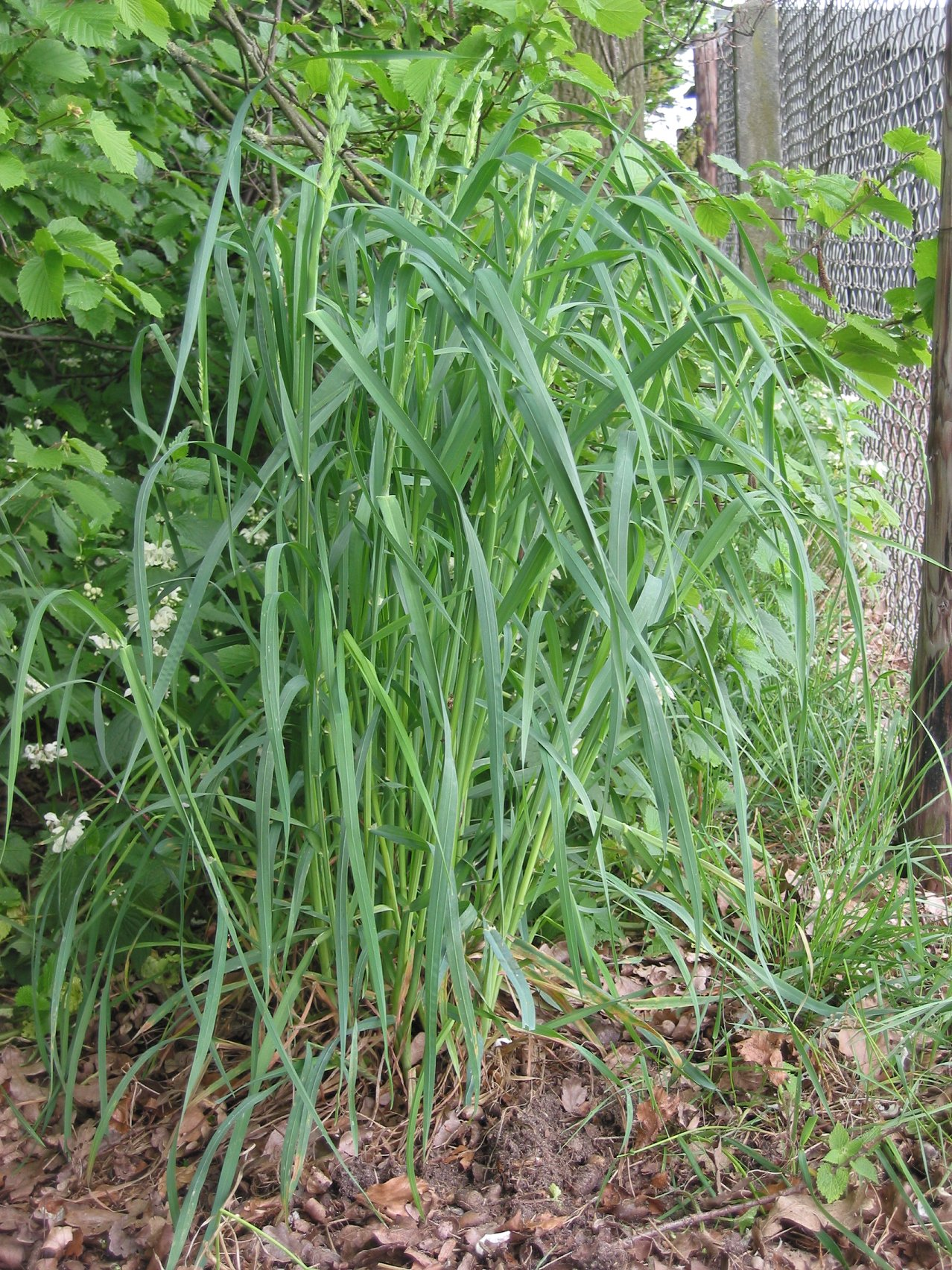
doorschietend
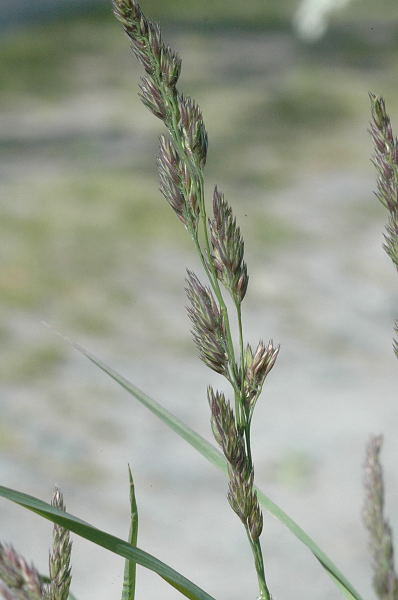
bloeiwijze
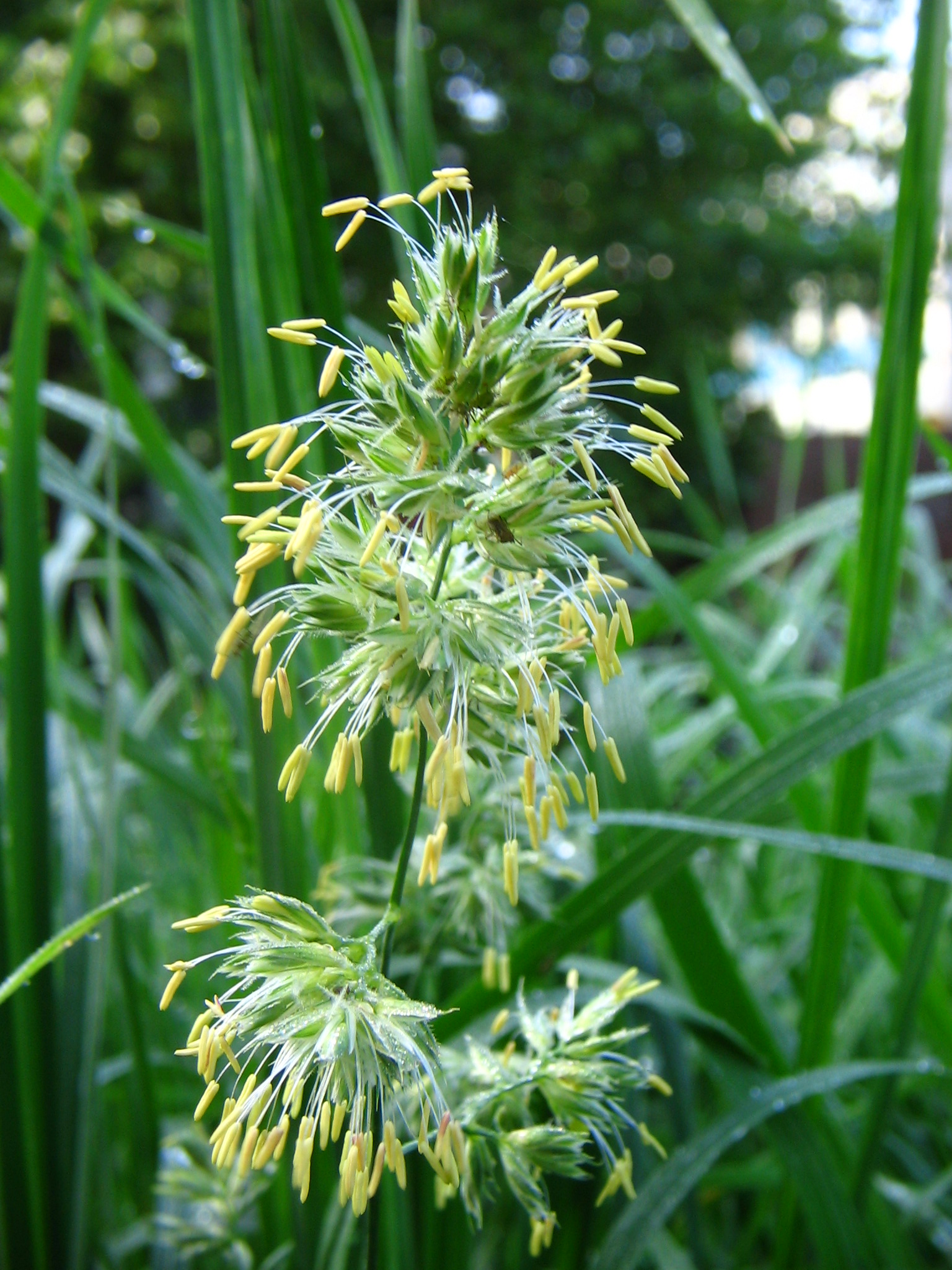
bloeiend
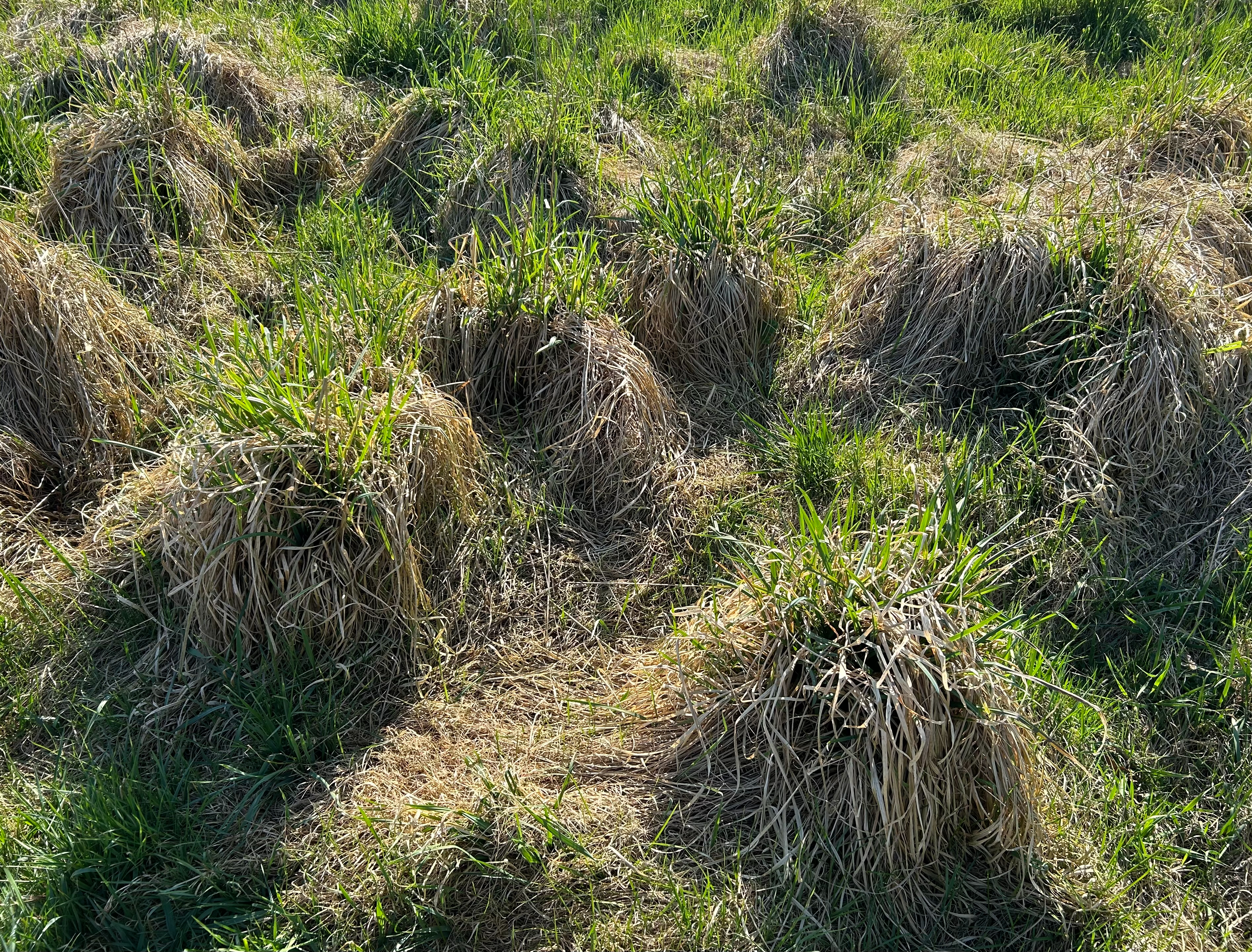
Zachte horstvorming bij oudere exemplaren.
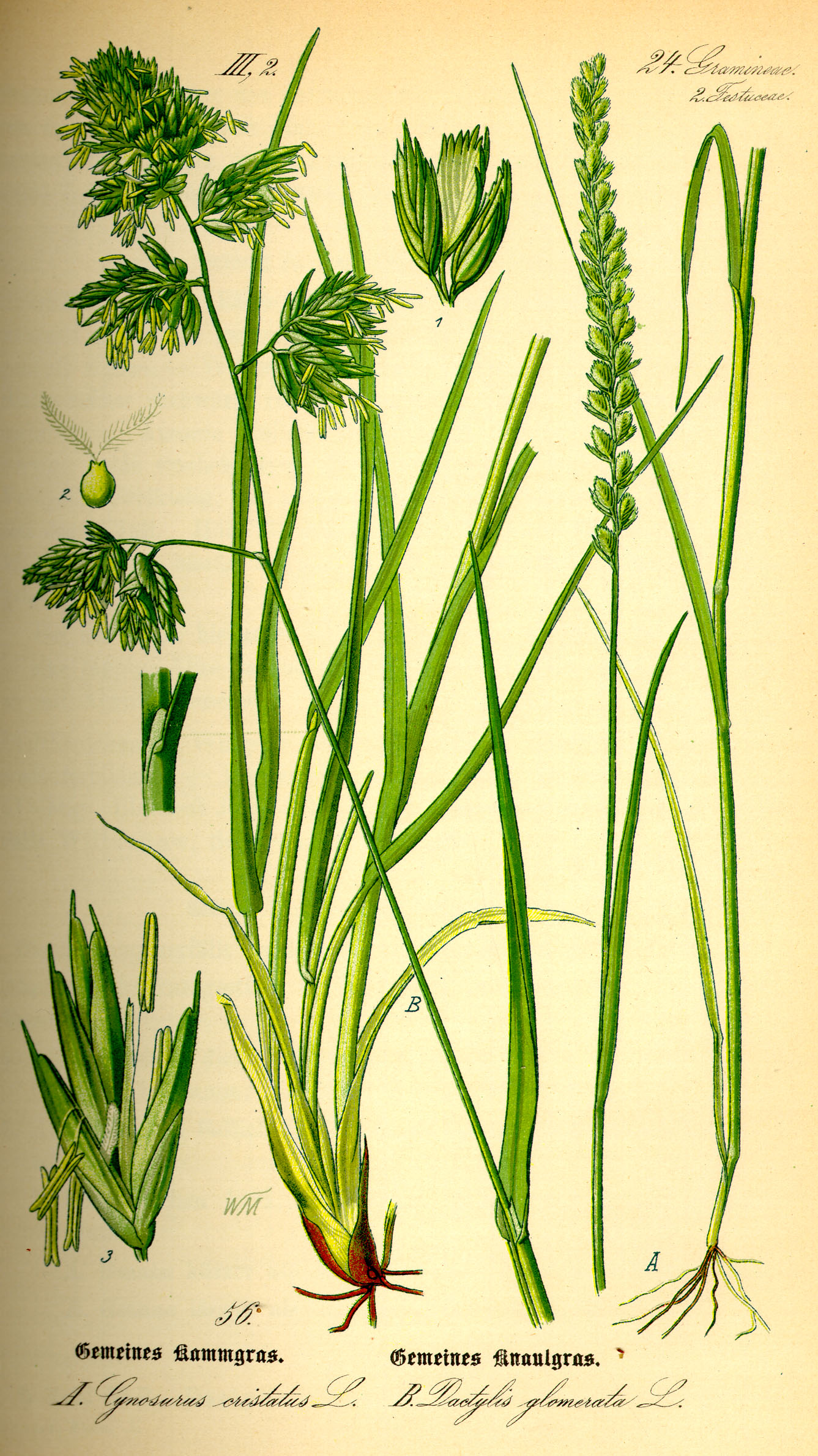
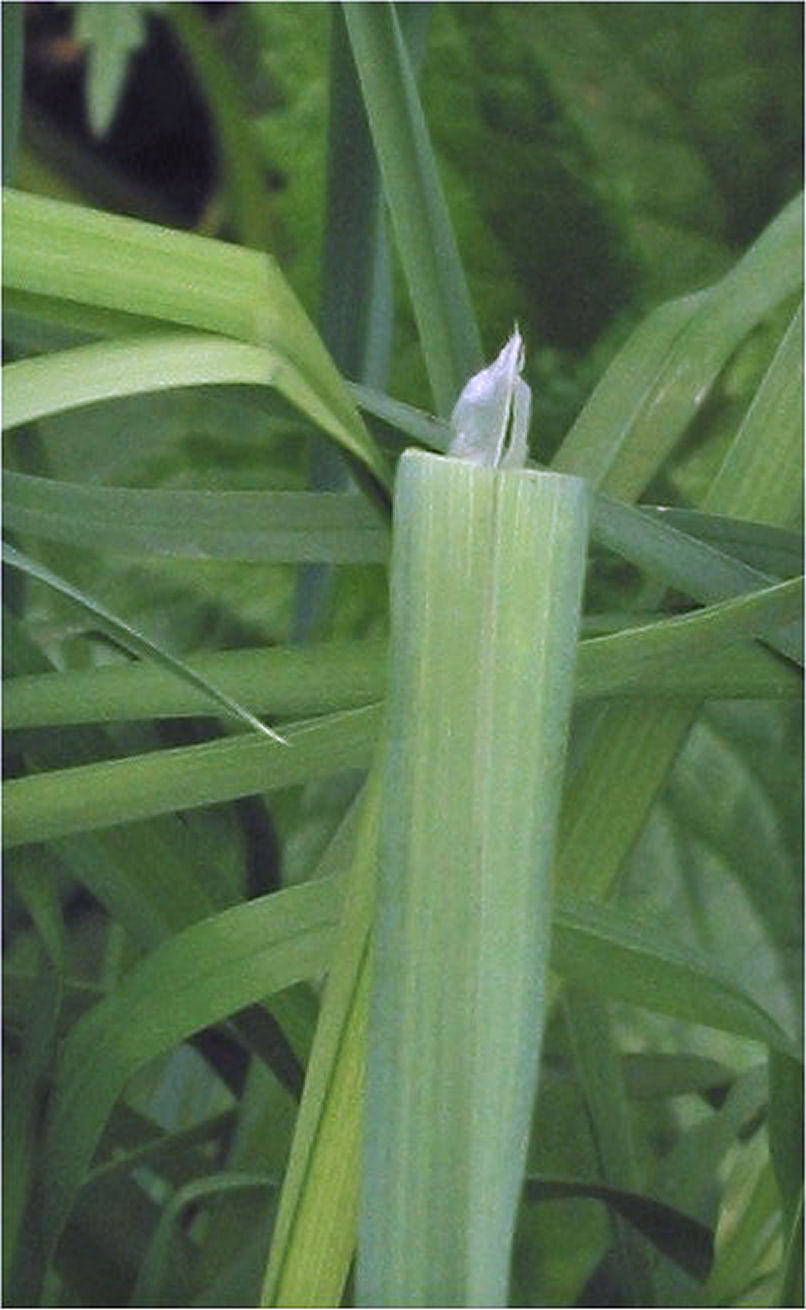
tongetje
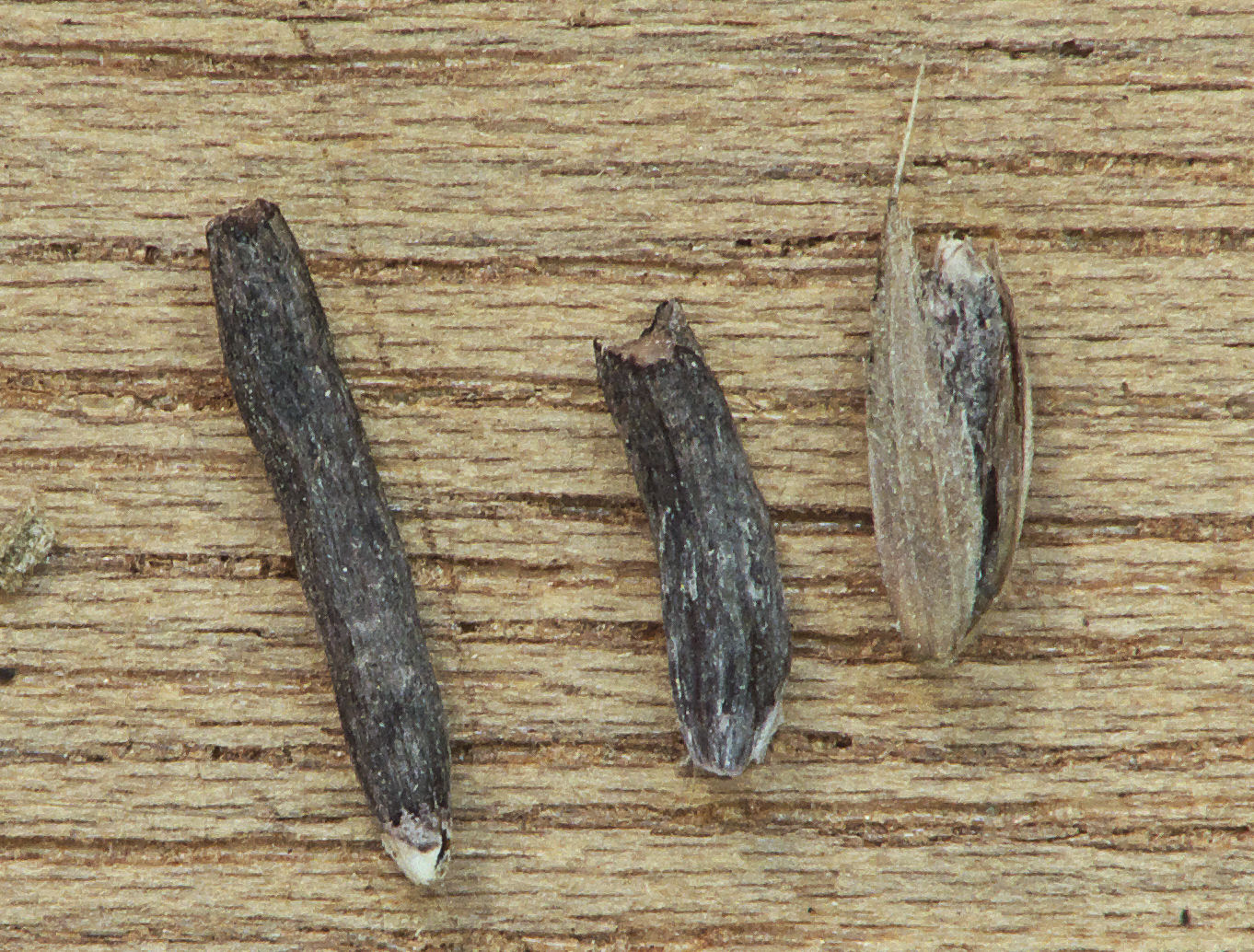
Door moederkoren aangetaste vruchten.